# Timšor
Timšor, známá také pod jménem Timšer (rusky Тимшор nebo Тимшер), je řeka v Permském kraji v Rusku. Je 235 km dlouhá. Povodí má rozlohu 2 650 km².

## Průběh toku
Pramení na vysočině Severní Úvaly a teče přes bažinatou nížinu. Ústí zprava do Jižní Keltmy (povodí Kamy) na 15 říčním kilometru.

## Vodní režim
Zdroj vody je smíšený s převahou sněhového. Zamrzá nejčastěji na začátku listopadu a rozmrzá na konci dubna.